# Vagtparade
En vagtparade er en parade bestående af et hold vagter, der samles og marcherer hen for at afløse det foregående hold vagter, ofte ledsaget med musikkorps. I Danmark taler man om Vagtparaden, dvs. Den Kongelige Livgarde, der marcherer fra Livgardens Kaserne til og fra Amalienborg. Under Kronprins Christians chefperiode indførtes i 1907, at Vagtparaden med musik trak op fra Livgardens Kaserne.
Haderslev er den eneste by i Danmark uden for København, der har en vagtparade, idet Slesvigske Musikkorps de fleste fredage kl. 12 marcherer gennem byen til domkirken, hvor et mindeblad vendes i et mindekapel for Slesvigske Fodregiments faldne.

## Reference
1. ↑  Amalienborg